# Пунч (розділ)
Пунч (урду پونچھ ڈِوِژن) — адміністративний підрозділ першого порядку залежної від Пакистану території Азад Кашмір. Він включає частину колишнього округу Пунч княжої держави Джамму і Кашмір, яка потрапила під контроль Пакистану в кінці індійсько-пакистанської війни 1947 року.

## Адміністративний поділ
На даний момент підрозділ Poonch складається з таких округів:
- Район Баг
- Район Хавелі
- Район Пунч
- Район Судханоті